# Kaat Beels
Kaat Beels est une réalisatrice belge, qui crée aussi des séries télévisées.

## Biographie
En 1998, elle produit le film Rosie, sa vie est dans sa tête. La même année, elle reçoit le prix de la Société belge des auteurs, compositeurs et éditeurs pour Bedtime Stories.
En 2011, son film Swooni est présenté au Festival international du film de Toronto 2011 dans la catégorie "Contemporary World Cinema".

## Filmographie
- 2000 : Bruxelles mon amour, coréalisé avec Marc Didden et Peter Vandekerckhove, avec Ludo Troch
- 2010 : Hôtel Swooni (tourné à l'hôtel Le Plaza), avec Geert Van Rampelberg, Sara De Roo
- 2012 : Clan, créé avec Nathalie Basteyns, avec Barbara Sarafian, Ruth Becquart
- 2017 : Beau Séjour, créé avec Nathalie Basteyns, avec Lynn Van Royen, Johan Van Assche

## Distinctions
Récompenses
- Festival international du film de Flandre-Gand 2004 : meilleur court métrage belge pour Cologne

Nominations
- Joseph Plateau Awards 2005 : nomination au meilleur court métrage belge pour Cologne
- Festival international du film de Chicago 2011 : nomination dans la compétition des nouveaux réalisateurs pour Swooni